# Сущево (Тверська область)
Сущево (рос. Сущево) — присілок в Калязінському районі Тверської області Російської Федерації.
Населення становить 11 осіб. Входить до складу муніципального утворення Алфьоровське сільське поселення.

## Історія
Від 2005 року входило до складу муніципального утворення Алфьоровське сільське поселення.

## Населення
| 1859 | 1888 | 2002 | 2010 |
| ---- | ---- | ---- | ---- |
| 202  | ↗239 | ↘14  | ↘11  |